# Bücker Bü 133
Бюкер Bu 133 Юнгмайстер (нем. Bücker Bü 133 Jungmeister) — немецкий учебный одномоторный биплан смешанной конструкции, для повышенной подготовки пилотов, использовавшийся перед Второй мировой войной и непосредственно в ходе неё. Конструктором самолёта был шведский инженер Андерс Дж. Андерсон (Anders J. Andersson). Прототип взлетел 21 августа 1935 года. Самолёт Bü 133 производился с 1935 по 1941 год в Рангсдорфе, недалеко от Берлина. К началу войны этот самолёт был экспортирован в 13 стран. В то время самолёт считался лучшим акробатическим самолётом в мире. Всего было выпущено около 250 экземпляров самолёта, и производство продолжалось после Второй мировой войны по лицензии: в Швейцарии на Dornier-Werke под наименованием Do/Bu 133 и в Испании на CASA, под обозначением CASA 1.133, где производство продолжалось до 1970 года.

## Проектирование
Карл Клеменс Бюкер родился в 1895 году. В годы Первой мировой войны он занимался проектированием гидропланов. После войны был вынужден перебраться в Швецию, проектируя самолёты для нужд шведского флота. В Стокгольме в 1923 году он основал конструкторско-производственную компанию, которая работала до 1932 года, когда он вернулся в Германию. В Швеции он работал совместно со шведским инженером Андерсом Дж. Андерсоном, которого он привёз с собой в Германию, и когда Бюкер в 1933 году основал Bücker Flugzeugbau GmbH, Андерсон стал главой конструкторского бюро и руководителем проектов по всем самолётам, выпускаемых этой компанией.
После успеха с традиционным учебным бипланом Bücker Bü 131 Jungmann шведский инженер Андерс Дж. Андерссон вместе с авиационным инженером Гёста Б. Риттой (Gösta B. Rytta) разработал в 1934 году самолёт Bücker Bü 133 Jungmeister для акробатических полётов, путем укрепления конструкции Jungman, включающим установку более мощного двигателя, уменьшения полётного веса, уменьшения размеров самолёта (длина, высота, размах и площадь крыла). В отличие от своего предшественника (Bü 131), самолёт Bü 133 был одноместным, имел радиальный двигатель.

## Модификации
Самолёты Bü 133 производились в нескольких вариантах:
Bü 133Aверсия прототипа с двигателем Hirth HM 6 (135 л. с.)
Bü 133Bулучшенная версия Bü 133 A с более мощным Hirth HM 506 (160 л. с.)
Bü 133Cсерийная версия самолёта с радиальным двигателем Siemens Sh 14A-4 (160 л. с.)

## Эксплуатация
Этот необычный самолёт очень активно использовался немецкой нацистской пропагандой, самолёт принимал участие в бесчисленных аэро-мероприятиях, как в Германии, так и за рубежом, и обычно выигрывал первые места. Вот некоторые из наиболее важных довоенных митингов, в которых участвовал этот самолёт: июнь 1938 года — 1-е и 2-е место в Германии, сентябрь 1938 года — 1-е место в Кливленде, США, октябрь 1938 года — 1-я премия в Мозамбике, ноябрь 1938 года — 1 место в Румынии, август 1939 года — 1-е место в Германии, февраль 1940 года — победитель в Гаване.
К концу 1950-х годов это был лучший акробатический самолёт в мире, и сегодня он относится к первоклассным акробатическим машинам. Он пилотировался почти в 20 странах по всему миру, причем оригинальный немецкий двигатель часто заменялся некоторыми другими подобными установками, как правило, Лайкоминговскими.